# Oliver Kraas

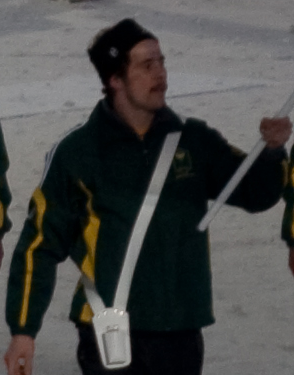
Oliver Kraas bei den Olympischen Winterspielen 2010 in Vancouver

Oliver Martin Kraas (* 18. April 1975 in Germiston) ist ein ehemaliger südafrikanischer Skilangläufer.

## Werdegang
Kraas nahm von 2003 bis 2010 an FIS-Skilanglaufwettbewerben teil. Sein erstes Weltcuprennen lief er im Januar 2004 in Nové Mesto, welches er auf dem 61. Platz im Sprint beendete. Sein bestes Weltcupergebnis holte er im Januar 2006 in Oberstdorf mit dem 38. Platz im Sprint. Bei den Olympischen Winterspielen 2006 in Pragelato erreichte er den 57. Rang im Sprint. Bei den Olympischen Winterspielen 2010 in Vancouver holte er den 61. Platz im Sprint. Seine besten Platzierungen bei Skilanglaufweltmeisterschaften waren 2005 der 23. Rang im Teamsprint und 2007 der 46. Platz im Sprint.